# 大碕正徳
大碕 正徳（おおさき まさのり）は、日本のシンガー・ソングライター。ソロ・ユニット「aCae（あかえ）」としての活動のほか、シンガーソングライター、俳優、作家、映像作家、写真家、デザイナー、サウンド・エンジニアなど多岐に渡る活動も行う。

## 来歴・概要
2005年5月、LOVE PSYCHEDELICOの日本武道館ライブ「LOVE PSYCHEDELICO IN CONCERT AT BUDOKAN」のバックコーラスグループに参加。
2007年3月、デヴィッド・ボウイ監修のNOKIA MUSIC RECOMMENDERSにて、楽曲「Black Bird」がレコメンド・ミュージックとして紹介される。
2009年11月、曽我部恵一の主宰するROSE RECORDSより、1st アルバム『THEME I（シーム・ワン）』をリリース。本作のミュージック・ビデオは、森川耕平が担当。英メディアにて、「英国的な感受性をそなえた希有な日本人アーティスト、彼のセンスと歌声はトム・ヨークのそれに似ている」と紹介される。
2010年3月、ドイツ、スウェーデン、フィンランドにて単独公演「THEME I Tour in Europe」を行う。
2010年10月、詩の展示「光の庭」を文部科学省にて開催（主催文化庁）。展示の設計・設営は、「空気の器」で知られるトラフ建築設計事務所が担当。
2011年11月、2ndアルバム『THEME II（シーム・ツー）』をROSE RECOREDSよりリリース。
2016年3月、Sa-Rah SS collection 2016 "Bloom"に楽曲提供と映像編集で参加。撮影は写真家の濵田英明、出演はフラワー・スタイリストの平井かずみ。
2017年7月、インドネシアの現代人形劇のカンパニー、ペーパームーン・パペット・シアターの公演の劇伴作曲。
2019年6月、台湾台中市の寺院、IBS菩薩寺の映像と楽曲を制作。

## ディスコグラフィ

### アルバム
- THEME I（シーム・ワン）（2009年11月20日）
- THEME II（シーム・ツー）（2011年10月20日）
- sketches（2017年4月25日）